# Philip Johnson

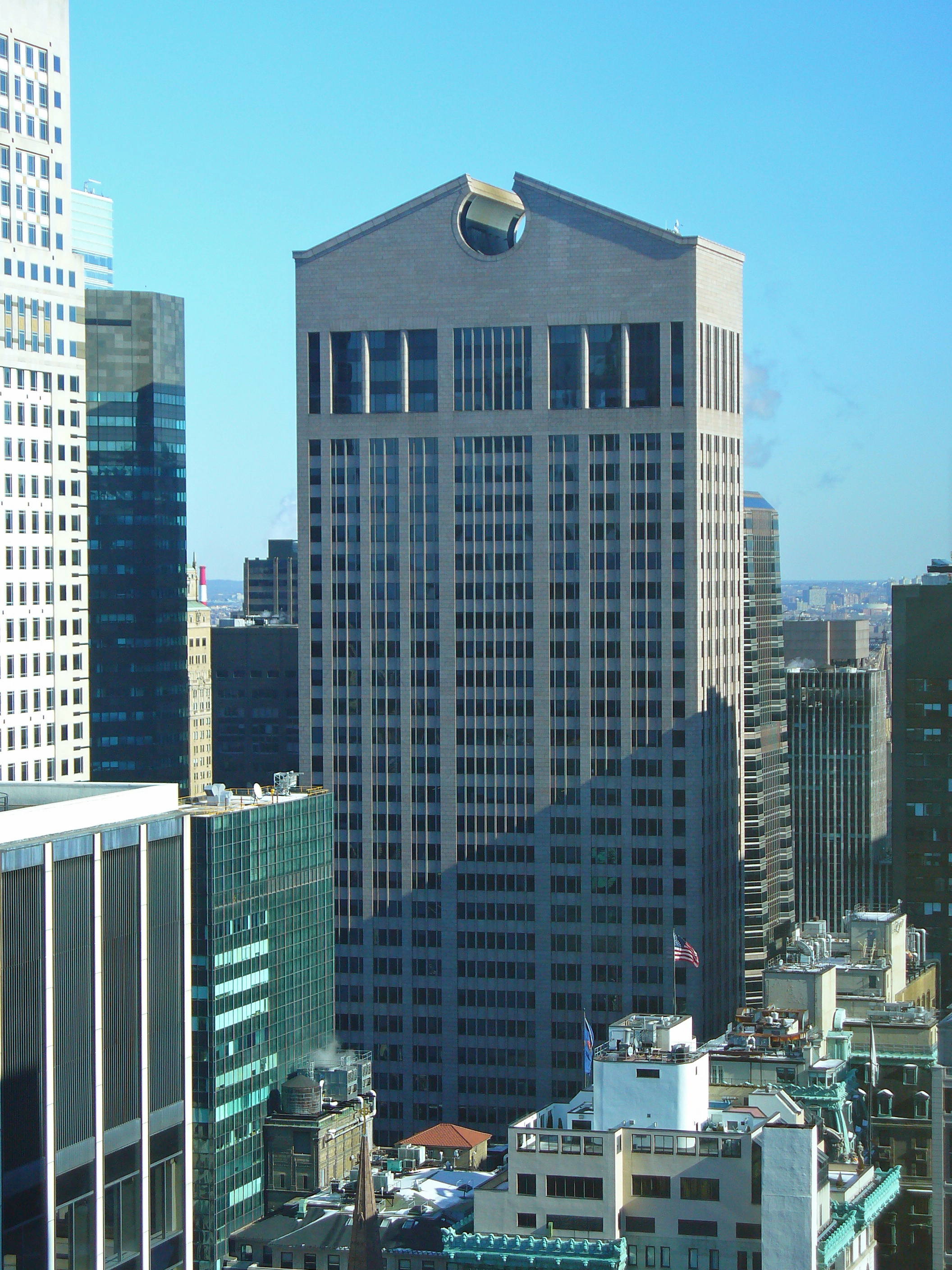
Ph. Johnson AT&T Building na Manhattanie (ob. Sony Building)

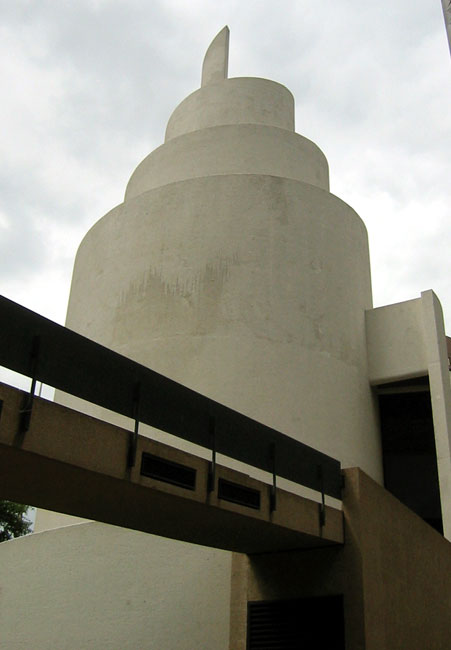
Ph. Johnson i J. Burgee: Kaplica Dziękczynienia w Dallas

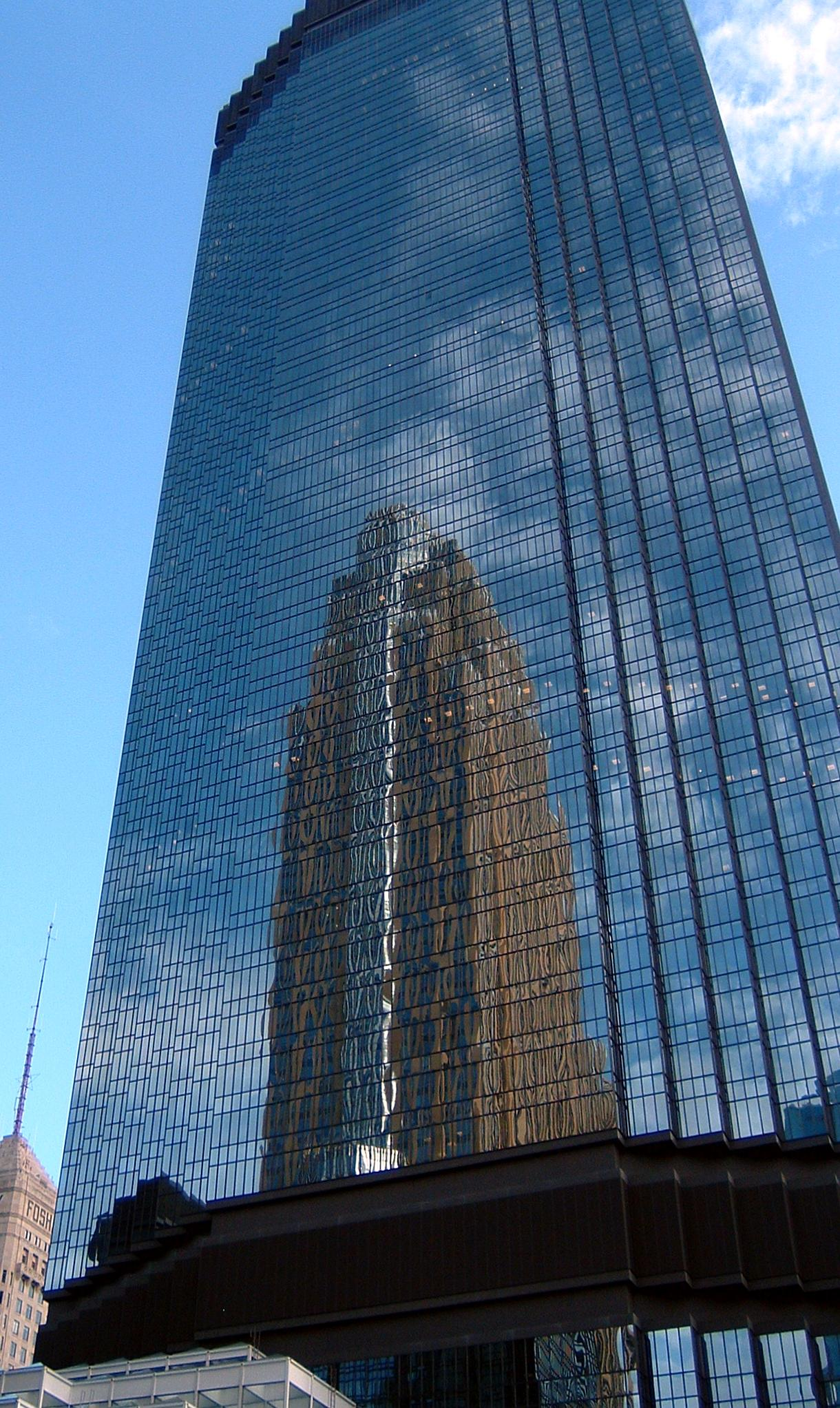
Ph. Johnson i J. Burgee: IDS Center w Minneapolis

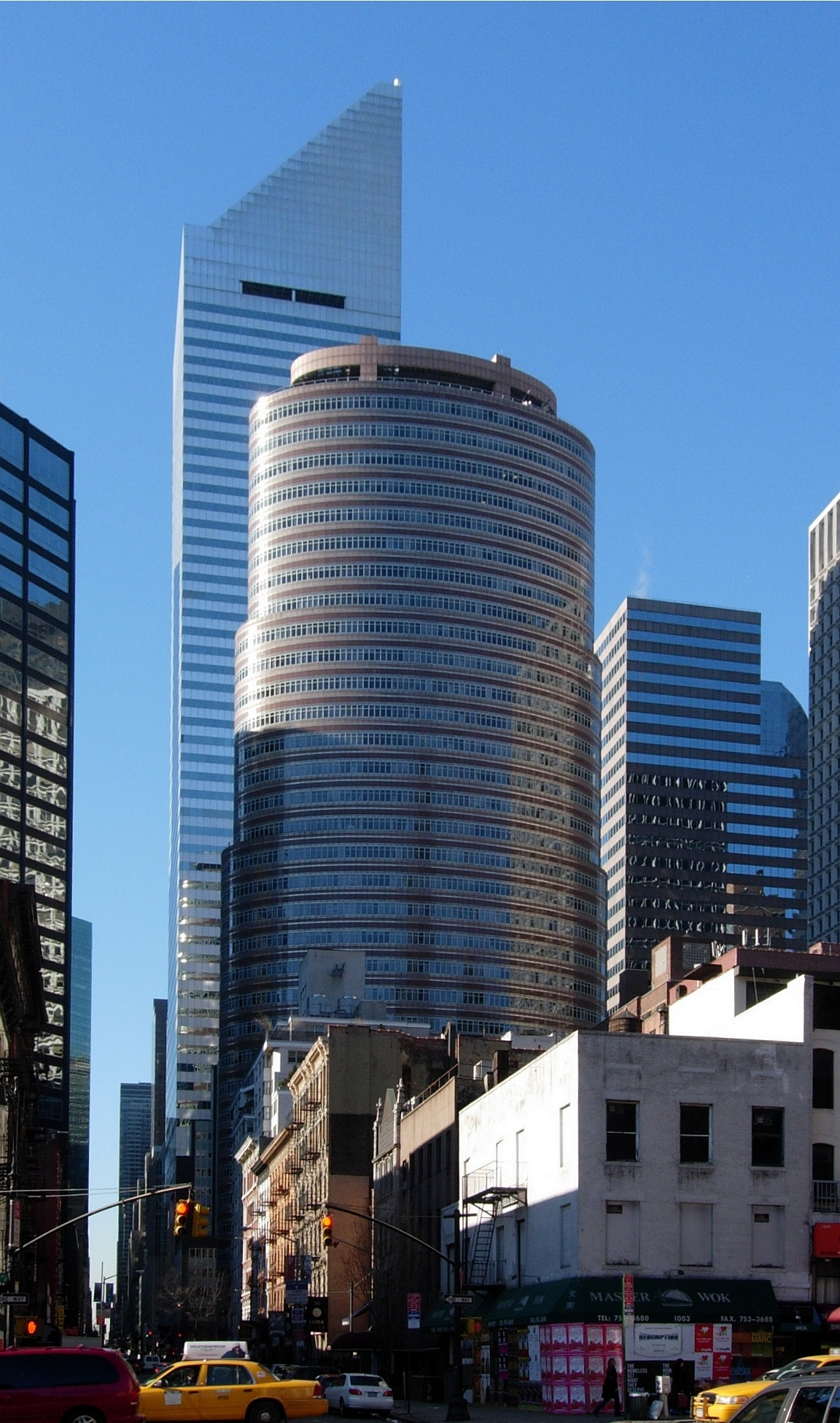
Ph. Johnson i J. Burgee: Lipstick Building w Nowym Jorku

Philip Cortelyou Johnson (ur. 8 lipca 1906 w Cleveland, zm. 25 stycznia 2005 w New Canaan) – amerykański architekt i historyk sztuki, długoletni nestor amerykańskiej architektury, w 1979 jako pierwszy architekt uhonorowany Nagrodą Pritzkera.

## Młodość i kariera
Pochodził z zamożnej rodziny (ojciec był na początku XX w. znanym adwokatem) i jako młodzieniec zwiedził zabytki i muzea Rzymu, Paryża, Berlina, Londynu, Aten i Egiptu. Czynnym uprawianiem architektury zajął się stosunkowo późno, pierwszy budynek zaprojektował w wieku 36 lat po studiach u Gropiusa na Uniwersytecie Harvarda. Wcześniej studiował tam filozofię i filologię klasyczną, był krytykiem, historykiem, dziennikarzem i dyrektorem muzeum. Na potrzeby Muzeum Sztuki Nowoczesnej w Nowym Jorku, którego działem architektury kierował od 1930, stworzył w 1932 wraz z Henrym-Russellem Hitchcockiem termin styl międzynarodowy (międzynarodowa szkoła architektury), którym opisywał pierwszą amerykańską wystawę prac Le Corbusiera i Miesa van der Rohe. W końcu latach 80. stworzył natomiast z Markiem Wigleyem pojęcie architektury dekonstruktywistycznej.
Był uważany za jednego z najbardziej wpływowych architektów wpierw późnej fazy modernizmu, a później postmodernizmu w architekturze. W latach 1964–1967 prowadził wspólne biuro z Richardem Fosterem, 1967–1991 z Johnem Burgee (Johnson/Burgee Architects), zaś później z Alanem Ritchiem (Philip Johnson Alan Ritchie – PJAR) z oddziałami na Manhattanie i w Szanghaju. Prawdopodobnie jego najbardziej znanym projektem był własny dom w New Canaan, tzw. Szklany Dom, należący do fazy modernistycznej. Fascynacja twórczością Miesa van der Rohe zaowocowała dość licznymi budynkami będącymi niemalże dokładnymi kopiami jego stylu, jednak z jednoczesnym wpływem palladiańskiego klasycyzmu.
W późniejszym okresie, dzięki swojej erudycji w sprawach historii sztuki i architektury, Johnson swobodnie czerpał motywy z minionych epok, tak w ogólnej dyspozycji i koncepcji przestrzennej budynku, jak i w detalu czy samej atmosferze. Na pierwszy plan wysunęła się nieco manieryczna dążność do nadania budynkom niepowtarzalnej tożsamości. Charakterystyczne było wykorzystywanie łuków i symetryczna, statyczna kompozycja. Projekty Johnsona były bezkompromisowe, zasadą Johnsona było nie dopasowywanie się do kontekstu, lecz dorównywanie mu jakością. Zajmował się też problematyką urbanistyczną, tworząc wysoko oceniane przez krytyków i użytkowników strefy piesze i przestrzenie publiczne. Powstałe w latach 70. i 80. wieżowce Johnsona i Burgee’ego nadały nowy, postmodernistyczny charakter centrom wielu miast amerykańskich. Pod koniec życia Johnson nie stronił od architektonicznych gagów i stanowiących swoistą grę reminiscencji. Czasem jego budynki szokowały, przypominając mebel, kryształ, szaszłyk, szminkę czy amebę, niekiedy zaś były surowe i zdyscyplinowane.
Tak jak twórczość, tak i życie Johnsona zawsze wzbudzały kontrowersje. Przed II wojną światową otwarcie dawał wyraz swojej fascynacji nazistowskimi Niemcami, zupełnie błędnie łącząc jednak ich ideologię z nowoczesną i zdyscyplinowaną formalnie architekturą. W 1935 Johnson napisał serię antysemickich tekstów dla kierowanego przez o. Charlesa Coughlina radia w Detroit, zaś później usiłował założyć w USA partię faszystowską. W 1938 wziął udział w zjeździe partyjnym NSDAP w Norymberdze, a we wrześniu 1939 był akredytowanym korespondentem wojennym, obserwującym ze strony niemieckiej oblężenie Warszawy. Kolejny raz Johnson zbulwersował amerykańską opinię publiczną, gdy w latach 60. okazało się, że jest osobą o orientacji homoseksualnej (potwierdził to w oficjalnej biografii wydanej w 1994).

## Główne dzieła
- House Johnson (I) w Cambridge, 1942–1943 (praca dyplomowa)
- House Johnson (II) – Glass House w New Canaan, 1949
- zespół pawilonów na posiadłości w New Canaan (dom gościnny, pergola, biblioteka, pawilon wejściowy), 1949–1995
- rozbudowy gmachu głównego Muzeum Sztuki Nowoczesnej w Nowym Jorku, 1950 i 1964
- ogród rzeźb Muzeum Sztuki Nowoczesnej w Nowym Jorku, 1953
- synagoga w Port Chester, 1954–1956
- biurowiec Seagram Building w Nowym Jorku, 1954–1958 (z Miesem van der Rohe) – 160 m wysokości, obszerny plac przed wieżowcem
- kościół bez dachu w New Harmony, 1960
- centrum artystyczne Munson-Williams-Proctor Arts Institute w Utice, 1960
- Amon Carter Museum of American Art w Fort Worth, 1961; również rozbudowa w 2001
- teatr miejski w Lincoln Center for the Performing Arts w Nowym Jorku, 1962–1964
- laboratorium biologiczne im. Kline’a na Uniwersytecie Yale w New Haven, 1962-1965 (z Richardem Fosterem)
- Galeria Miejska w Bielefeld, 1963–1968 (współpraca przy realizacji C. Pinnau)
- biblioteka miejska w Bostonie, 1964–1973
- biurowiec IDS-Center w Minneapolis, 1968–1973
- pomnik Kennedy’ego w Dallas, 1970¹
- Pennzoil Place w Houston, 1970–1976¹
- Plac i Kaplica Dziękczynienia w Dallas, 1976¹
- Kryształowa Katedra w Garden Grove (Kalifornia), 1980; wieża w 1990¹
- biurowiec Transco Tower (obecnie Williams Tower) w Houston, 1982–1983
- biurowiec AT&T (obecnie siedziba przedsiębiorstwa Sony) w Nowym Jorku, 1984¹
- biurowiec Lipstick Building (oficjalnie: 53rd at Third) w Nowym Jorku, 1984–1986¹
- biurowce Puerta de Europa w Madrycie, 1991–1995¹
- ratusz w Orlando-Celebration na Florydzie, 1996²
- biurowiec przy Friedrichstraße w Berlinie, 1997²

¹ z Johnem Burgee

² z Alanem Ritchiem